# Ganna Burmystrova
Ganna (Prokopenko) Burmystrova (Rostóvia, 18 de junho de 1977) é uma ex-handebolista profissional ucraniana, medalhista olímpica.
Ganna Burmystrova fez parte do elenco da medalha de bronze inédita da equipe ucraniana, em Atenas 2004.